# Reisalpe
Die Reisalpe ist mit 1399 m ü. A. der höchste Berg der Gutensteiner Alpen in Niederösterreich.

## Lage, Umgebung und Ausblick
Die Reisalpe liegt zwischen Lilienfeld, Hohenberg und Kleinzell im niederösterreichischen Bezirk Lilienfeld. Über ihren Gipfel verläuft die Grenze der Gemeindegebiete von Lilienfeld und Kleinzell.
Die Reisalpe erhebt sich in zentraler Position innerhalb der nach ihr benannten Untergruppe der Gutensteiner Alpen, die eine starke Gliederung mit zahlreichen Nebenkämmen und Verzweigungen aufweist. Den Gipfelaufbau im engeren Sinn bildet ein kurzer, aber breiter Rücken, der etwa in Richtung Südwest – Nordost verläuft. Vor allem die West- und die Nordflanke weisen dabei auch steile, felsige Abschnitte auf.
Nahe dem Gipfel stehen eine Madonna und ein Gipfelkreuz. Auch das am 9. Oktober 1898 eröffnete, knapp auf dem Gemeindegebiet von Kleinzell gelegene Reisalpen-Schutzhaus befindet sich im Gipfelbereich.

Reisalpen-Schutzhaus
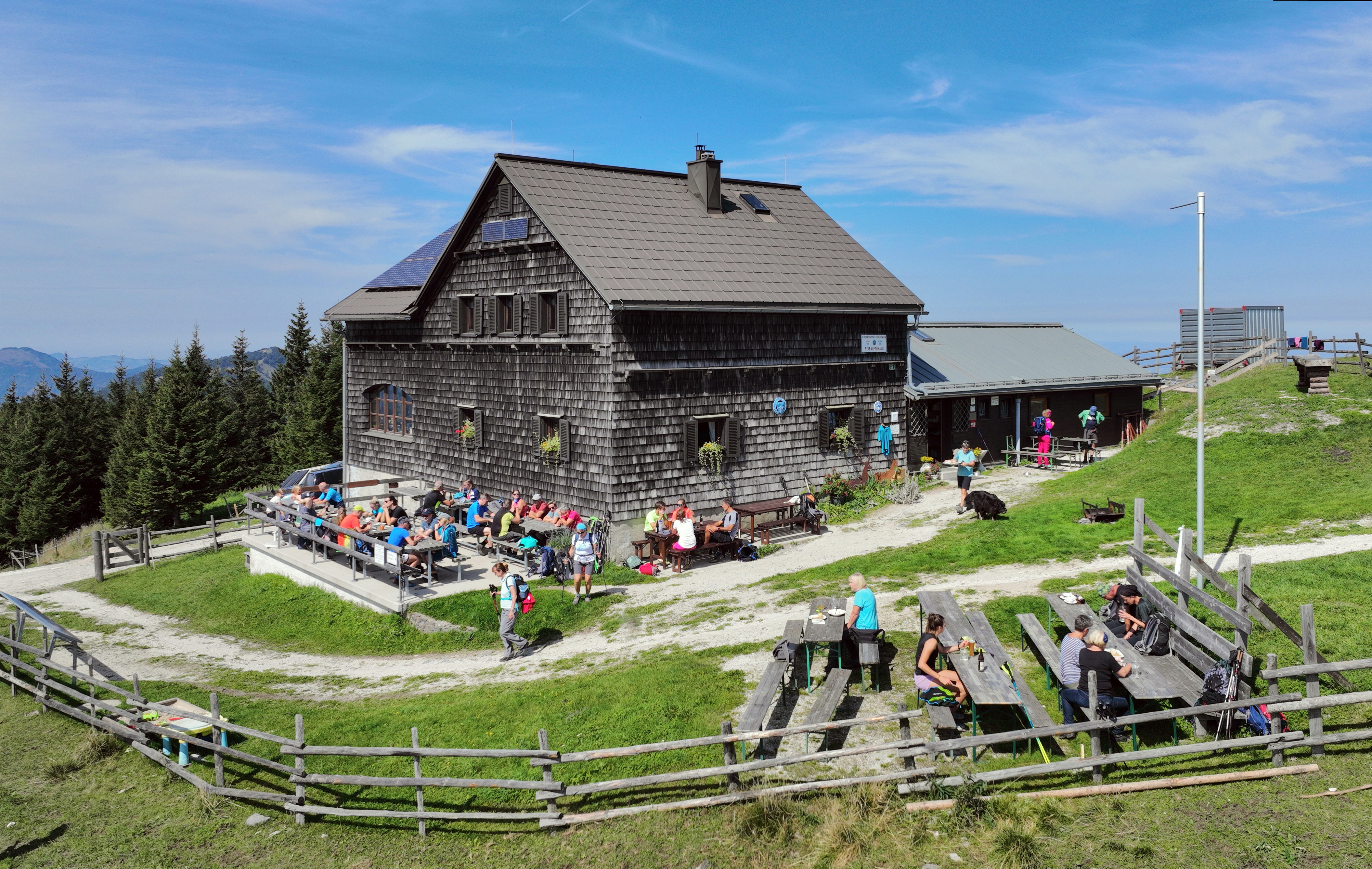
Südostansicht nach mehreren Erweiterungen (2022)
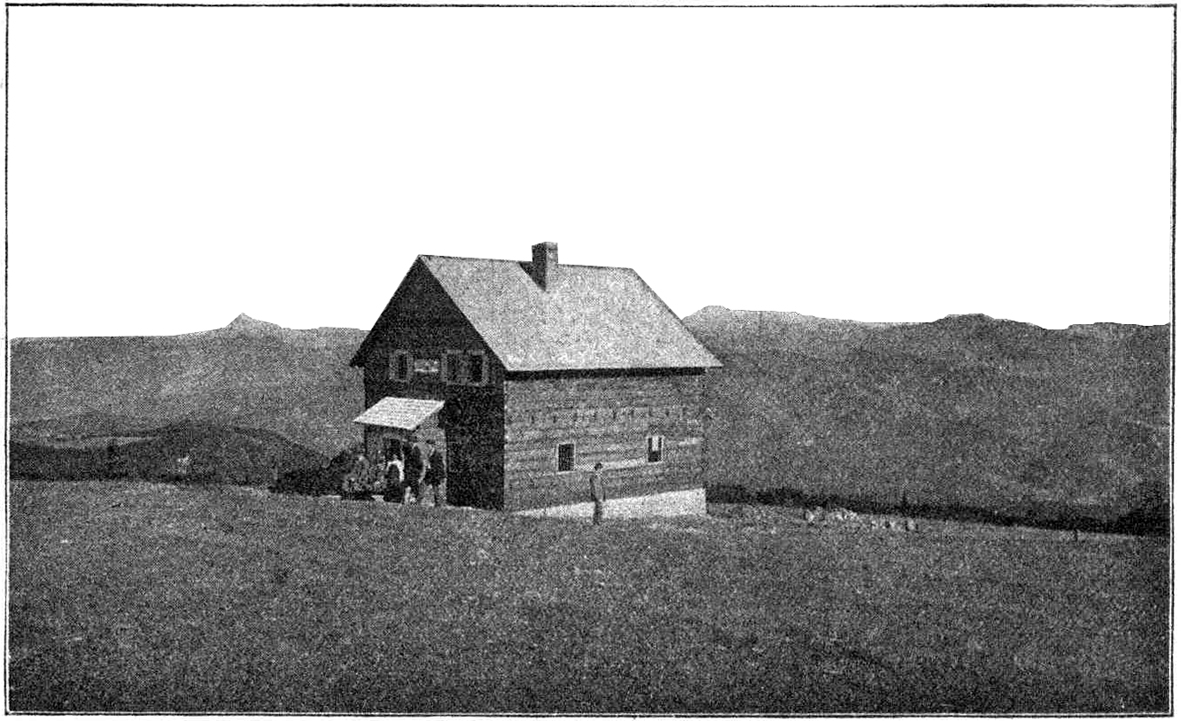
Nordwestansicht im Jahr der Errichtung (1898)

Die flache, baumlose Gipfelkuppe der Reisalpe bietet ein freies 360-Grad-Panorama und gilt daher mit guten Gründen als einer der besten Aussichtsplätze in ganz Niederösterreich. Bei guten Bedingungen reicht das Panorama vom Plöckenstein im Böhmerwald über die südlichen Teile von Mähren zu den Kleinen Karpaten in der Slowakei sowie vom Schneeberg über den Ötscher und die Hochschwabgruppe bis zum Großen Priel.

## Anstiege
Die Reisalpe ist ein beliebter Ausflugsberg, sowohl für Wanderungen im Sommer als auch für Schitouren und Schneeschuhwanderungen im Winter (da sie als relativ wenig lawinengefährdet gilt).
Der Gipfelrücken der Reisalpe ist durch den markierten Voralpenweg (Weitwanderweg 04A) erschlossen und liegt weiters auf dem Traisentaler Rundwanderweg sowie dem Waldmarkweg. Sie ist daher von etlichen Ausgangspunkten auf guten Wegen erreichbar, wobei bei einem Start in den tief gelegenen Talregionen ein beträchtlicher Höhenunterschied zu überwinden ist.
- Der mit 1020 m ü. A. am höchsten gelegene Ausgangspunkt befindet sich auf der Ebenwaldhöhe. Zunächst unter der steilen Westflanke des Hochstaffs in nahezu gleicher Höhe zur Kleinzeller Hinteralm, dann Anstieg über die Nordostflanke der Reisalpe mit einem Steilabschnitt im oberen Teil. Gehzeit: etwa 1¾ Stunden.
- Bei einem Tourenstart auf der Ebenwaldhöhe empfiehlt sich zu allen Jahreszeiten eine Kombination mit dem Hochstaff (1305 m ü. A.). Der um knapp 100 Meter niedrigere nordöstliche Nachbargipfel der Reisalpe bietet ebenfalls eine gute Aussicht.
- Von Kleinzell in gleichmäßigem Anstieg zur Weißenbachalm, dann Höhenwanderung über die Zeißlalm zur Kleinzeller Hinteralm und wie oben beschrieben zum Gipfel. Gehzeit: etwa 3 Stunden.
- Von der Kumpfmühle im Halbachtal in steilem Anstieg zum Gehöft Rumpel, auf flacherem Weg zur Brennalm, schließlich über den langen Südwestrücken zum Gipfel. Gehzeit: etwa 2½ Stunden.
- Mehrere markierte Anstiegsrouten beginnen in Furthof und Hohenberg im Tal der Unrechttraisen. Sie vereinigen sich spätestens nahe der Brennalm, dann weiter über den Südwestrücken zum Gipfel. Gehzeit: jeweils etwa 3 Stunden.
- Von Innerfahrafeld im Tal der Unrechttraisen Zufahrtsmöglichkeit bis ins Dürrental. Ab dort noch etwa 1¾ Stunden zum Gipfel.[3]

Der günstigste Ausgangspunkt für Schneeschuhwanderungen im Winter ist die Ebenwaldhöhe. Schitouren können bei ausreichender Schneelage beim Gehöft Traisenbeck südlich von Kleinzell begonnen werden.